# Paragwaj na Mistrzostwach Świata w Lekkoatletyce 2015
Paragwaj na Mistrzostwach Świata w Lekkoatletyce 2015 – reprezentacja Paragwaju podczas Mistrzostw Świata w Pekinie liczyła 1 zawodniczkę, która nie zdobyła medalu.

## Występy reprezentantów Paragwaju
| Konkurencja                       | Zawodnik           | Runda 1  | Runda 1 | Półfinał | Półfinał | Finał    | Finał   |
| Konkurencja                       | Zawodnik           | Rezultat | Pozycja | Rezultat | Pozycja  | Rezultat | Pozycja |
| --------------------------------- | ------------------ | -------- | ------- | -------- | -------- | -------- | ------- |
| Bieg na 100 m przez płotki kobiet | Ana Camila Pirelli | 14,09    | 35.     | NQ       | NQ       | NQ       | NQ      |